# جيمس إي. شارب
جيمس إي. شارب (بالإنجليزية: James E. Sharp)‏ هو محامي أمريكي، ولد في 1940.